# Trends in Pharmacological Sciences
Trends in Pharmacological Sciences (abrégé en Trends Pharmacol. Sci.) est une revue scientifique à comité de lecture qui publie des articles de revue spécialisés dans tous les aspects de la recherche concernant la pharmacologie.
D'après le Journal Citation Reports, le facteur d'impact de ce journal était de 11,539 en 2014. Actuellement, la direction de publication est assurée par Joanna Schaffhausen.